# Бланш Моније
Бланш Моније (фр. Blanche Monnier; 1. март 1849 – 13. октобар 1913), често позната у Француској као la Séquestrée de Poitiers, била је жена из Поатјеа у Француској коју су њена аристократска мајка и брат тајно држали закључану у малој соби, пуних 25 година. На крају је пронашла полиција, у средњим годинама, у изнемоглом и прљавом стању, и према речима званичника, Моније током целог периода заточеништва није видела сунчеву светлост.

## Порекло
Бланш Моније била је припадница француског друштва рођена 1. марта 1849. године, у угледној и конзервативној буржоаској породици Шарла и Луиз Моније у Поатјеу. Породица је потицала из старог племства. Имала је старијег брата Марсела. Била је позната по својој лепоти и привлачила је бројне потенцијалне просце за брак. Године 1876, са 27 година, пожелела је да се уда за Виктора Калмијела, старијег адвоката који се није допадао њеној мајци. Луиз је тврдила да њена ћерка не може да се уда за „сиромашног адвоката“. Њена незадовољна мајка, љута због ћеркиног пркоса, закључала ју је у малу, мрачну собу на тавану њихове куће, где ју је држала изоловану 25 година. Луиз и Марсел наставили су са својим свакодневним животом, претварајући се да тугују због Бланшиног нестанка. Њен отац, Шарл-Емил, био је разрешен дужности декана на Факултету књижевности у Поатјеу у време кризе 16. маја 1877. Нико од њених пријатеља није знао где се налази, а адвокат за кога је желела да се уда изненада је преминуо 1885. године.

## Откриће
Дана 23. маја 1901. године, „париски јавни тужилац“ добио је анонимно писмо, чији је аутор и даље непознат, које је разоткрило насилно затварање:
Господине јавни тужиоче: Имам част да вас обавестим о изузетно озбиљном случају. Говорим о неудатој жени која је затворена у кући госпође Моније, полугладна и живи на трулој постељини већ двадесет пет година – укратко, у сопственој прљавштини.
Поподне, у четвртак 23. маја 1901. године, око пет сати, комесар Бишетон из полиције у Поатјеу стигао је у резиденцију породице Моније. У пратњи официра и са налогом тужиоца из Париза, господина Морелеа, захтевао је улазак како би прегледао кућу. Послуга породице Моније, неспособна да одбије, консултовала се са власницом, госпођом Луиз Моније, која је, према извештајима, са 75 година била у кревету. Официри су упућени њеном сину, Марселу Монијеу, 53-годишњем доктору права и бившем јавном службенику, који је живео у суседној кући.
Полицајци су, пролазећи кроз башту и грмље ружа, стигли до Марселових врата. Упркос покушајима батлера да их одврати, полиција је наставила истрагу поводом анонимне пријаве да се одрасла жена држи затворена у домаћинству породице Моније. По уласку, прегледали су сваку собу у приземљу, не пронашавши ништа необично. Затим су наставили на други спрат, где су прегледали сваки простор без разлога за сумњу – све док нису стигли до закључаних врата тавана, осигураних дебелим ланцем и катанцем. На захтев да се врата отворе, породица је у почетку одбијала, али су официри инсистирали, упозоравајући да ће у случају потребе укључити судију. На крају, врата су откључана.
Када су полицајци ушли, дочекала их је јака, неугодна смрад. Простор је био у потпуном мраку, а на крају таванске просторије угледали су слабашну, изнурену фигуру како лежи на пропалом душеку. Соба је била у тешком стању, пуна старе хране, инсеката и отпада. Ради боље видљивости и проветравања, полицајци су сломили ланце на ролетнама и уклонили платно којим су прозори били прекривени. Како је сунчева светлост преплавила простор, пацови и инсекти су се разишли.
Особа на тавану, дезоријентисана наглим светлом, повукла се и покушала да се заштити. Имала је дугу, неуредну косу која је допирала до чланака, а нокти су јој били дебели и прерасли. Марсел Моније је идентификовао жену као своју сестру, Бланш Моније. Некада млада и цењена чланица друштва, Бланш је сада имала 52 године и провела је 25 година у заточеништву пре него што је коначно откривена.
Полиција је спасила Моније из ужасних услова, прекривену старом храном и изметом, са инсектима свуда по кревету и поду. Тежила је једва 25 килограма.
Један полицајац је описао стање Бланш Моније и њеног кревета на следећи начин:
Несрећна жена лежала је потпуно нага на трулом душеку од сламе. Око ње се формирала нека врста коре од измета, фрагмената меса, поврћа, рибе и поквареног хлеба... Видели смо и шкољке од острига и инсекте како трче преко кревета госпођице Моније. Ваздух је био толико загушљив, а мирис који се ширио из собе толико одвратан, да нисмо могли дуже да останемо како бисмо наставили истрагу.

## Хапшења и последице
Луиз Моније је ухапшена, али је убрзо потом оболела и преминула 15 дана касније, након што се разјарена маса окупила испред њене куће. Марсел Моније је изведен пред суд и првобитно осуђен, али је касније ослобођен на жалбеном поступку; утврђено је да је ментално неспособан, а иако су судије критиковале његове поступке, установиле су да у тадашњем кривичном законику није постојао довољно прецизан пропис о „обавези пружања помоћи“ који би омогућио његову осуду. Марсел Моније је преминуо у јуну 1913. године у 65. години у месту Миње.
Након ослобађања из собе, Бланш Моније је наставила да има психичке проблеме. Дијагностиковани су јој различити поремећаји, укључујући анорексну нервозу, шизофренију, ексхибиционизам и копрофилију. То је убрзо довело до њеног смештаја у психијатријску болницу у Блоа, где је преминула 13. октобра 1913. године, у готово потпуном забораву.

## Наслеђе
Године 1930. Андре Жид је објавио књигу о овом догађају под називом La Séquestrée de Poitiers, у којој је променио само имена главних личности.